# Stomopteryx mongolica
Stomopteryx mongolica is een vlinder uit de familie tastermotten (Gelechiidae). De wetenschappelijke naam is voor het eerst geldig gepubliceerd in 1975 door Piskunov.
De soort komt voor in Europa.